# فرشته فروغ
فرشته فروغ (انگلیسی: Fereshteh Forough؛ زادهٔ ۱۹۸۵) نویسنده، کنشگر و مؤسس شرکت Code to Inspire (CTI) اولین مدرسه کدنویسی برای دختران افغانستان است. وی همچنین طرفدار برابری جنسیتی و توانمندسازی زنان در کشورهای در حال توسعه از طریق سواد دیجیتال، آموزش و استقلال مالی است.

## زندگی
فرشته فروغ از پدر و مادری افعان در ایران متولد شد. فروغ تا سال ۲۰۰۱ به دلیل حضور طالبان در ایران پناهنده بود و سپس به هرات برگشت. دوران دبیرستان خود را در ایران در رشته ادبیات گذراند. فروغ به رشته کامپیوتر علاقه ای نداشت اما در دوران دانشگاه پا به این رشته گذاشت. تشویق‌های پدرش و تلاش‌هایش باعث شد تا با مدرک لیسانس در دانشگاه هرات رشته کامپیوتر را به پایان برساند و سپس برای کارشناسی ارشد به دانشگاه فنی برلین در آلمان رفت.

## تأسیس مدرسه
فرشته فروغ اولین مدرسه آموزش کدنویسی برای دختران را در نوامبر ۲۰۱۵ در هرات تأسیس کرد. این مدرسه که CTI نام دارد، پذیرای دختران و زنان بین ۱۵ تا ۲۵ سال می‌باشد و در طول یک سال به آنها زبان‌های برنامه‌نویسی را یاد می‌دهد. فروغ با استفاده از ایندی‌گوگو مبلغ ۲۲ هزار دلار جهت کمک به این مدرسه جمع‌آوری کرد. هدف اصلی این مدرسه آموزش دختران تکنیکی و حرفه‌ای و شکوفای استعداد و مهارت آنها در محیطی امن و راحت می‌باشد.